# Nostra Signora di Coromoto in San Giovanni di Dio (titre cardinalice)
La diaconie cardinalice de Nostra Signora di Coromoto in San Giovanni di Dio (Notre-Dame de Coromoto à San Giovanni di Dio) est érigée le 25 mai 1985 par Jean-Paul II. Elle est rattachée à l'église Nostra Signora di Coromoto (it) située dans le quartier Gianicolense à Rome.

## Titulaires
- Rosalío José Castillo Lara, S.D.B. (1985-1996); titre pro illa vice (1996-2007)
- Fernando Filoni (2012-)

### Sources
- (it) Cet article est partiellement ou en totalité issu de l’article de Wikipédia en italien intitulé « Nostra Signora di Coromoto in San Giovanni di Dio (diaconia) » (voir la liste des auteurs).